# Li Fan (krater)
Li Fan – krater uderzeniowy na Marsie, leżący na 47,2° szerokości areograficznej południowej i 153,2° długości areograficznej zachodniej. Ma 104,8 km średnicy. Nazwa zatwierdzona w 1973 roku, upamiętnia Li Fana, chińskiego astronoma z czasów dynastii Han.